# Erzsébet Vaszkó
Dans le nom hongrois Vaszkó Erzsébet, le nom de famille précède le prénom, mais cet article utilise l’ordre habituel en français Erzsébet Vaszkó, où le prénom précède le nom.
Erzsébet Vaszkó est une peintre et une graphiste hongroise (1902-1986).

## Biographie
Erzsébet Vaszkó est l'élève de János Vaszary à l'Université hongroise des beaux-arts (UME) entre 1925 and 1929. Elle est remarquée et encensée par des critiques comme Károly Lyka (hu) et Artúr Elek (hu). Dans les années 1940, elle s'installe et travaille dans la région de Máramaros. Ses œuvres sont présentées à la Biennale de Venise en 1940. Elle expose à la Maison de la Création (Alkotás Művészházban) en 1944 et au Musée Ernst de Budapest en 1947. Elle devient membre de l'École Européenne (hu) en 1945 et de la Association des Nouveaux Artistes (UME). À partir des années 1950, elle est graphiste pour la compagnie de design industriel et architectural hongroise IPARTERV (hu). Par la suite, elle exerca la peinture de nombreuses années à Szentendre où elle membre et cofondatrice de l'Atelier graphique Szentendre (Szentendrei Grafikai Műhelynek) en 1980.
Elle est la sœur du peintre Ödön Vaszkó (1896-1945).

## Prix
- Prix artistique du Mérite de la République populaire de Hongrie (hu), correspondant au titre « Artiste émérite de la République de Hongrie », 1985